# قطار باری سریع‌السیر
قطار باری سریع‌السیر (انگلیسی: The Fast Freight) یک فیلم گمشده کمدی آمریکایی به کارگردانی جیمز کروز است که در سال ۱۹۲۲ منتشر شد. به دلیل حواشی به‌وجودآمده در ماجرای اتهام آرباکل به قتل ویرجینیا رَپـِی، این فیلم هرگز در ایالات متحده آمریکا اکران نشد.

## گزیدهٔ بازیگران
- راسکو آرباکل
- لی‌لا لی
- نایجل بری
- هربرت استندینگ
- ریموند هاتون